# Блокадный дневник
«Блока́дный дневни́к» — российский художественный фильм о блокаде Ленинграда, снятый режиссёром Андреем Зайцевым по собственному сценарию, производства киностудии «Сентябрь». В октябре 2020 года фильм получил Гран-при 42-го Московского международного кинофестиваля.
В широкий прокат лента вышла 8 сентября 2021 года, в День памяти жертв блокады Ленинграда.

## Сюжет
Действие происходит в феврале 1942 года, когда в осаждённом Ленинграде был самый пик массовой смерти среди горожан от голода и от воздействия суровой зимы. Повествование дополняется выдержками из дневника воспоминаний молодой ленинградки Ольги.
Фильм начинается со сцены на границе блокадного кольца в немецкой линии орудийного расчёта. Лейтенант Гюнтер делает своей жене Гретхен сюрприз: под музыку Моцарта он предлагает ей первой выстрелить из обращённой в сторону Ленинграда пушки, а вслед за ней открывают огонь и остальные пушки.
Муж Ольги, Николай, уже несколько дней как умер от голода и всё это время пролежал в их квартире. Чувствуя, что скоро настанет и её черёд, Ольга решает отправиться к своему отцу, потому что боится, что больше не увидится с ним — в прошлом между ними произошёл некий конфликт, из-за которого Ольга теперь чувствует перед ним вину. Отвезя с помощью соседки Любы тело мужа в морг, Ольга отправляется в путь к отцу. Однако в условиях блокадной зимы путь Ольги до отца не только труден, но и опасен: отец работает хирургом в больнице при одном из заводов на Невской заставе и Ольга должна идти туда пешком из северо-западной части города через весь Невский проспект, потому что транспорт в городе не работает, а улицы завалены большими сугробами снега. Ольге кажется, что домой она не вернётся.
Во время пути Ольга становится свидетелем различных сцен, обрисовывающих условия жизни в блокадном городе: немногочисленные и страдающие истощением горожане, как и она сама, медленно двигаются по улицам, подобно призракам (кто-то стоит в очереди за хлебом и водой, кто-то везёт хоронить умершего, а кто-то поддаётся безумию). Всё это перемешивается с различными воспоминаниями Ольги о её довоенном детстве (причём воспоминания связаны как с отцом, так и с матерью, что умерла до войны). Пережив одну бомбёжку, Ольга, не в силах бороться с холодом, всё же идёт на риск и решает залезть погреться в заброшенный трамвайный вагон, хотя знает, как это опасно: можно пригреться и умереть от гипотермии. Не справившись с собой, Ольга в итоге засыпает и просыпается, когда её вместе с другими трупами везут на грузовике на кладбище. Дружинники, которые занимаются сбором тел умерших, соглашаются подвезти Ольгу до завода.
Ольга-таки добирается до отца. Пока её отпаивают и согревают его коллеги, отец отвергает доводы Ольги, что она скоро умрёт: он считает, что раз она смогла добраться до него, то значит она сильная, а раз сильная, то должна помогать тем, кто слабее неё. Затем он сообщает Ольге, что скоро получит семена розы Слава Миру, и поэтому у него «страшное желание жить», чтобы через два года увидеть, как эта роза расцветёт. В отчаянии Ольга пытается попросить у отца прощения, но он останавливает её, давая понять, что сейчас не время помнить прошлые обиды: по его мнению, именно сейчас ленинградцам дана возможность либо проявить свои наилучшие качества и «возвыситься», либо же «исчезнуть без следа, как динозавры».
Через несколько дней Ольга отправляется домой. Под впечатлением от рассуждений отца она принимает решения через два года навестить его снова, а пока она будет пытаться помогать тем, кто слабей её. Заключительные выдержки из её дневника сообщают, что Ольга навестила отца ещё раз в мае 1944 года, после снятия блокады, и они вместе видели, как расцвели его розы. Однако организм отца был сильно подорван и в 1946 году, вскоре после войны, он умер.

## В ролях
| Актёр              | Роль                                               |
| ------------------ | -------------------------------------------------- |
| Ольга Озоллапиня   | Ольга                                              |
| Сергей Дрейден     | отец Ольги                                         |
| Андрей Шибаршин    | лейтенант Гюнтер                                   |
| Дарья Румянцева    | Гретхен                                            |
| Александра Гранина | Ольга в детстве                                    |
| Василина Маковцева | Люба                                               |
| Соня Урицкая       | мороженщица                                        |
| Ольга Гранина      | мама Ольги                                         |
| Наталия Санько     | Матрёша                                            |
| Полина Филоненко   | злая дружинница                                    |
| Мария Дубина       | добрая дружинница                                  |
| Алексей Филимонов  | могильщик Лёха                                     |
| Сергей Пирняк      | лейтенант Рильке                                   |
| Александр Числов   | мужчина с санками с хлебом                         |
| Полина Симачева    | дочь Любы                                          |
| Даниил Панков      | сын Любы                                           |
| Илья Дель          | аспирант Володя Заславский (мини-сериал)           |
| Виктор Голышев     | Виктор Сигизмундович                               |
| Екатерина Дурова   | женщина со шкафом                                  |
| Иван Можейко       | мужчина, укравший хлеб/пленный немец (мини-сериал) |
| Глеб Калюжный      | конвоир (мини-сериал)                              |

## Съёмочная группа
| Имя                | Должность                                                                    |
| ------------------ | ---------------------------------------------------------------------------- |
| Андрей Зайцев      | режиссёр-постановщик, генеральный продюсер, автор сценария, режиссёр монтажа |
| Ирина Уральская    | оператор-постановщик                                                         |
| Ираида Шульц       | художник-постановщик                                                         |
| Екатерина Химичева | художник по костюмам                                                         |
| Наталия Крымская   | художник по гриму                                                            |
| Иво Хегер          | звукорежиссёр                                                                |
| Ольга Гранина      | продюсер                                                                     |

## Производство
Андрей Зайцев работал над сценарием фильма более 10 лет. За это время он просмотрел сотни интервью блокадников, прочел десятки книг с воспоминаниями и свидетельствами о тех годах. В основу фильма, в частности, легли мемуары поэтессы Ольги Берггольц, которую называли «ленинградской Мадонной», и её повесть «Дневные звёзды», а также «Блокадная книга» писателей Даниила Гранина и Алеся Адамовича. По утверждению режиссёра фильма, описываемые события представляют собой «документальную реальность» и не являются художественным вымыслом. Его целью было «перенести прямую речь блокадников на экран, избегая интерпретаций». Для усиления хроникального восприятия Зайцев использовал формат чёрно-белого кино.
Съёмки фильма проходили в 2017—2018 годах в Москве. Для воссоздания образа Петербурга с его главными достопримечательностями – Казанским собором и Спасом-на-Крови, Невой, — использовалась компьютерная графика. Производство заняло 3 года. Также вместе с фильмом был выпущен 4-х серийный сериал, в который вошло несколько новых, непоказанных в киноверсии, сцен.
Фильм снят при поддержке Министерства культуры Российской Федерации, Фонда кино и Российского военно-исторического общества. Премьера фильма была запланирована на 9 мая 2020 года, к 75-летию Победы в Великой Отечественной войне, однако из-за пандемии COVID-19 была перенесена на сентябрь 2021 года.

## Фестивали и награды
- 2020 — 42-й Московский Международный Кинофестиваль — Гран-при фестиваля, Приз зрительских симпатий;
- 2020 — XVIII Международный фестиваль военного кино имени Ю. Н. Озерова — Приз за лучшую режиссуру;
- 2020 — VIII Сочинский международный кинофестиваль и кинопремии «Ирида» (SIFFA 2020) — Приз президента фестиваля;
- 2020 — XXVIII Всероссийский кинофестиваль «Виват, кино России!» — Приз дирекции фестиваля «За духовность в культуре»;
- 2020 — XVII Международный Фестиваль Военно-патриотических фильмов «Волоколамский рубеж» — Приз российского военно-исторического общества;
- 2021 — Национальная кинопремия «Золотой орёл» — лучший игровой фильм, а также награды за Лучший сценарий и за Лучшую женскую роль (Ольга Озоллапиня)[11];
- 2021 — Национальная премия кинокритики и кинопрессы «Белый слон» — лучшая операторская работа (Ирина Уральская);
- 2021 — Национальная кинематографическая премия «НИКА» — Лучшая операторская работа (Ирина Уральская) и Лучшая мужская роль второго плана (Сергей Дрейден);
- 2021 — Фестиваль современного патриотического кино «Малая земля» — Главный приз за Лучший фильм и приз за Лучшую операторскую работу (Ирина Уральская);
- 2021 — X Московский международный кинофестиваль «Будем жить» — Гран-при фестиваля[12];
- 2021 — 11-й Пекинский международный кинофестиваль — Приз за лучшую режиссуру;

## Критика
Бескомпромиссная изобразительная тщательность Зайцева и его соратников впечатляют. Они ничего не оставляют за скобками, отказываются от умолчаний и кавычек, хотя и соблюдают определенную целомудренность, ни в один миг не упиваясь кошмарами умирающего города. Однако путь через ад изнурителен для зрителя, который поневоле чувствует себя одним из персонажей фильма, — так медленно и жутко, будто в страшном сне, он вынужден преодолевать расстояние от начала картины до её финала.— Антон Долин, Meduza 5 октября 2020
В «Блокадном дневнике», — считает кинообозреватель Лариса Малюкова — автор слишком пиететно относится к слову, которое экранизирует:
…возникает проблема во взаимоотношениях закадрового текста, в котором звенит правда, и изображения. Возможно, и не искусственного, напротив, слишком точно и буквально следующего по пятам за словом. Слово оказывается сильнее. Объёмней. Жёстче. Страшнее. Изображение, мощное само по себе, превращается в иллюстрацию.
И все-таки Андрей Зайцев — храбрый, честный, ищущий свой путь режиссёр, снявший достойное кино, которое непременно надо смотреть.— Лариса Малюкова, Новая газета 9 октября 2020
Обозреватель «Радио Франс Интернасьональ» Екатерина Барабаш находит, что помимо очевидных художественных достоинств, фильм Зайцева — отважная и честная попытка художника-просветителя сломать крепкий заслон между умами и правдой, попытка высказаться о сакральном не канонически, не так, как предписывает официозная традиция.
Из нагромождений кошмара и ужаса рывок в небеса — как это удалось создателям фильма? «Катарсис» в переводе с греческого значит «очищение» — его вроде отменили, но он есть, и слёзы льются, они смывают всё лишнее, очищают — осознаёшь, что на самом деле важно.— Александр Кондрашов, Литературная газета 21 октября 2020
Доктор психологических наук Рада Грановская, которая лично пережила блокаду, посмотрев рекламный трейлер, заявила в интервью корреспонденту «ИА Красная Весна», что фильм порочит память защитников города. «У меня заболело сердце от огорчения и обиды, когда я посмотрела ролик этого фильма про Блокаду Ленинграда. То, как показаны жители блокадного Ленинграда в ролике — пакость и вранье. Ролик порочит героических людей, отстоявших свой город», — сказала Грановская, отметив, что из ролика ей стало понятно, что авторы фильма не считают блокадников людьми. «Если бы мы были такими уродами, как показали авторы фильма, мы бы не отстояли Ленинград», — возмутилась она. Грановская также отметила, что поведение ленинградцев в фильме не имеет ничего общего с их реальным поведением в тот период. Она назвала фильм клеветой и оскорблением всех, кто пережил Блокаду.